# Ezdrás második könyve
Ezdrás második könyve egy apokaliptikus könyv a Biblia Ószövetségének egyes változataiban. A római katolikusok és a protestánsok az apokrif iratok között tartják számon. Az ortodox kereszténységben a kánon része, bár használata a különböző hagyományokban eltérő.
Egyéb nevei 'Ezdrás negyedik könyve', 'Ezra apokalipszise' vagy Ezdrás héber apokalipszise; mely nem azonos az Ezdrás görög apokalipszise című művel.

## Keletkezése
Meglehetősen általános az egyetértés abban, hogy a 3–14. fejezetek az 1. század vége felé keletkeztek, az 1–2. és a 15–16. fejezeteket pedig a következő egy-két évszázadban adták hozzá.
Ez utóbbiakat keresztény betoldásoknak tekintik.

## A mű rövid leírása
A hagyomány alapján a hét látomásról úgy tartották, hogy Ezdrás kapta Babilonban, a Jeruzsálem lerombolása utáni harmincadik évben, Kr. e. 557-ben. 
A hetes szám szimbolikus értékű: a szerző hét díszítő jelzőt tulajdonít Istennek (4Ezd 7,132-139.), ragaszkodik a hét nap jelölte sorozathoz (4Ezd 5,13; 6,35; 7,30; 12,51), hétfajta büntetést lát előre a vadállatok számára (4Ezd 7,80), valamint a boldogság hét fajtáját az igaz lelkek számára (4Ezd 7,91). A látomásokat egy angyal értelmezi, ahogy a Dán 8-9. fejezetekben is. 
Az első három látomásban Ezdrás faggatja Istent: miért szenved Izrael és miért boldogulnak a gonoszok? A kérdések egyáltalán nem akadémiai jellegűek, mert a szerző gondolatvilágának középpontját alkotják, aki tanúja volt Jeruzsálem lerombolásának (Kr. u. 70), és abból a tényből fakadnak, hogy a nemzeti katasztrófa mindent megkérdőjelezett. A probléma túllép a hétköznapokon. Mivel magyarázzuk a rossz eredetét, amely az emberi természet velejárója? A rosszra való hajlam az ember szívében van és átöröklődik az utódokra (4Ezd 3,20; 4,30; 7,48). Az emberi természet magában hordja a rossz princípiumát. Ezdrás kérdései hasonlóak Jób kérdéseihez. Az ember kezéből kicsúsznak a fizikai világ misztériumai is, de még inkább az örökkévalóságéi. Ezdrás csak az eljövendő világban talál választ a kérdéseire.
Más témát is feszeget Ezsdrás e könyve: az igazak boldogsága és a bűnösök bűnhődése. A szerző azért érdeklődik a bűnösök sorsa iránt, mert saját üdvösségében is bizonytalan. Tudja, hogy számtalan emberi teremtmény van, de kevés a kiválasztott. A végzetszerű sors oka, hogy az ember szívében ott rejlik a gonosz gyökere. Isten két világot teremtett (4Ezd 7,50): a jelen világot, amelynek útjai szorosak, és az eljövendő világot, amit az igazaknak ígért. A gonoszok számára nincs remény.
A második rész három látomásból áll, amelyekből Ezdrás értesül mindarról, ami az idők végén fog bekövetkezni. A siránkozó asszony Siont jelképezi, aki harmincéves meddőség után fiat szül, aki a menyegzőjének napján meghal. A harmincéves meddőség Salamonnak a Templom építését megelőző uralkodását jelképezi, az elveszett fiú pedig a templomi kultuszt jeleníti meg. Eljön majd az idő, amikor Sion újra felépül. Az ötödik látomás tiszta allegória, hasonló az etióp nyelvű Hénok állat-apokalipsziséhez. Ezdrás látja, hogy a tengerből felszáll a huszonhárom királyt jelképező háromfejű felfegyverzett sas tizenkét nagy szárnnyal és nyolc kis szárnnyal. Egy oroszlán jön ki az erdőből és fenyegető szóval fordul a sashoz. A látomás végén a sas testét elemészti a tűz. A sas a pusztulásra szánt Római Birodalmat jelképezi, az oroszlán pedig a Messiást, aki a Magasságbeli az idők végére tartogat (4Ezd 12,32).
A hatodik látomás egy viharban zajlik. Egy emberhez hasonló alak jön fel a tengerből és az ég felhői közé repül. Hatalmas hadsereg gyülekezik össze háborúra. Az alak egy nagy hegyet farag magának, Siont, amelynek csúcsára repül. Onnan szál szembe ellenségeivel és pusztítja el őket. Támadóit szájából kijövő tűzlánggal semmisíti meg, majd lejön a hegyről és egy másik, békés sokaságot hív maga köré. Az angyal elmagyarázza, hogy a Messiásról van szó, aki a szövetségre lépett nemzetek legyőzője. A békés hadsereg, a tíz egykori deportált törzs váltja fel az ellenségek seregét.
Meglepő felismerni azt a módot, ahogyan Ezdrásnak adott kinyilatkoztatást a jövő nemzedékei meg fogják ismerni az ő mennybe való elragadtatása után, hiszen a Törvény a fogság alatt elégett. Isten parancsot ad 94 könyv leírására, amelyek közül 24 rögtön nyilvános lesz, ezek az Ószövetség könyvei. Mások titkosak maradnak az idők végéig, ezek a nem kánoni apokalipszisek. A könyv Ezdrás elragadtatásával zárul. Nyilvánvaló, hogy a 4Ezd szerzőjének fejében a Neh 8 van, ahol Ezdrás felolvassa a Törvény Könyvét a nép előtt. Az utalás a csipkebokorra (4Ezd 14,3) egy tipológia, amely Ezdrást új Mózessé avatja, aki arra kap megbízást, hogy átvegye - a templomi tűzvészben elégett Törvény szövegén túl - a titkos írások szövegét. A szerző megvédi az apokaliptikus irodalom legitimitását.
Az apokalipszis, melyet a Templom lerombolása után állítottak össze, nem egy pátriárkát választ könyve hőséül, hanem egy olyan személyt, aki Izrael nagy katasztrófájának szemtanúja volt.

## Magyar szövegkiadás
- Ezdrás apokalipszise (ford. Ladocsi Gáspár) IN: Apokrifek (szerk. Vanyó László), Bp., Szent István Társulat, 1980, ISBN 963-360-110-X, 159–167. o.

## Külső hivatkozások
- Magyar fordítás